# Chi Hyun Chung
Chi Hyun Chung (Gwangju, Corea del Sur; 7 de marzo de 1970) conocido también como Dr. Chi, es un médico, empresario, pastor evangélico, docente universitario y político surcoreano nacionalizado boliviano. Fue candidato a la presidencia de Bolivia por el Partido Demócrata Cristiano (PDC) obteniendo el tercer lugar en las elecciones generales de 2019 y también fue candidato por el Frente para la Victoria (FPV) en las elecciones de 2020. Se hizo notable en los medios de comunicación del país por sus ideas radicales y conservadoras (como sus críticas hacia el Colectivo LGBT), algunos medios de comunicación internacionales lo han calificado como el «Bolsonaro boliviano».

## Biografía
Chi Hyun Chung nació en la ciudad de Gwangju en Corea del Sur el 7 de marzo de 1970 de padres coreanos. Chi vivió y creció su infancia en una familia evangélica. En 1976, su familia se trasladó a vivir a la capital del país, Seúl. Pero tiempo después la Iglesia presbiteriana coreana envió a la familia de Chi al continente americano como misioneros evangélicos en Bolivia.[cita requerida]
La familia coreana llegó a Bolivia en 1982, cuando Chi tenía apenas 12 años de edad. Inicialmente estuvieron viviendo un tiempo en la ciudad de La Paz y luego se trasladaron a Santa Cruz de la Sierra. En esta ciudad, Chi Hyun continuó con sus estudios secundarios, saliendo bachiller el año 1988 del Colegio Bautista Boliviano-Brasileño.[cita requerida]
En 1989, Chi Hyun Chung se trasladó a vivir a la ciudad de Sucre para continuar con sus estudios superiores. Ese año ingresó a la Universidad Mayor Real y Pontificia San Francisco Xavier de Chuquisaca, graduándose en 1995 como médico de profesión. Volvió a la ciudad de Santa Cruz de la Sierra para obtener su maestría en educación superior y maestría en gerencia de salud y salud pública.

### Vida profesional
Durante su vida profesional, Chi Hyun Chung se desempeñó como director de la clínica UCEBOL, así como también fue fundador de 70 iglesias presbiterianas en Bolivia. Actualmente Chi Hyun Chung es el presidente de la Iglesia presbiteriana en Bolivia.
Su padre fue nominado al Premio Nobel de la Paz.

## Carrera Política
La candidatura a la presidencia de Bolivia de Chi Hyun Chung por el Partido Demócrata Cristiano (PDC), surge a raíz de la renuncia a la candidatura del expresidente de Bolivia Jaime Paz Zamora. Decidió postularse para presidente porque el presidente titular, Evo Morales, se postula para un cuarto mandato. Chi ha manifestado preocupación por cómo «Morales está moviendo a la nación hacia el comunismo» y por el trato que el Gobierno da a los evangélicos.
El 15 de agosto de 2019, Chi Hyun Chung es presentado como candidato a la presidencia del país por el partido PDC para las elecciones generales de Bolivia de 2019. Pero días después, su acompañante a la vicepresidencia de Bolivia, la abogada paceña Paola Barriga renunció también a su candidatura y nunca reconoció a Chi como candidato oficial del PDC y de pasó denunció al coreano por haber cobrado dinero a los candidatos a diputados y senadores del PDC.

### Campaña mediática
El 1 de septiembre de 2019, Chi Hyun Chung comenzó su campaña política lanzando duras críticas hacia el colectivo LGBT señalando que los miembros de este grupo necesitarían un tratamiento psiquiátrico. Sus declaraciones recibieron una gran ola de críticas por parte de la población boliviana liberal, en especial del colectivo de gays y lesbianas. Aunque otra gran parte de la población boliviana —especialmente sectores conservadores y religiosos— apoyaron las declaraciones de Chi Hyun Chung.
En el 2020, el candidato presidencial por el partido FPV, Chi Hyun Chung ratificó sus opiniones de la gestión pasada sobre el colectivo LGBT afirmando en una entrevista que la mayor parte de la comunidad LGBT vive de la prostitución y que necesitan tratamiento psiquiátrico. Además, acusó al candidato a la presidencia por el partido Comunidad Ciudadana, Carlos Mesa, y a la presidenta transitoria de la nación Jeanine Añez de gestionar la ideología de género y promover la pedofilia.
Chi Hyun Chung atribuyó el aumento de los feminicidios a «la falta de educación en los niños y niñas». En otra ocasión remarcó que se debe educar a la mujer para que se «comporte como mujer» y así mismo educar al varón para que se «comporte como varón» para que respete a la mujer y así evitar actos de violencia.

#### Sodoma y Gomorra
En una de sus fuertes declaraciones, el boliviano Chi Hyun Chung aludió a las antiguas ciudades de Sodoma y Gomorra, que según el relato bíblico habrían sido destruidas por el fuego que Dios mandó a dichas ciudades en la Edad Antigua por las diferentes depravaciones practicadas por aquellos pueblos en aquel entonces. En ese marco, Chi culpó al presidente Evo Morales Ayma de haber alejado al pueblo boliviano de los valores cristianos de la familia durante 14 años de gobierno y a la vez volvió de nuevo a criticar y arremeter contra el colectivo LGBT, culpándolos del incendio en la Chiquitania, ya que —según Chi— estas personas habrían convertido a Bolivia en Sodoma y Gomorra, motivo que hubiera enfurecido a Dios mandando calamidades, desastres e incendios —fuego— al pueblo boliviano. En una de sus varias declaraciones, Chi Hyun Chung decía lo siguiente:

«Durante 14 años, lastimosamente, nadie tuvo las agallas de decir: ¡Señor Evo Morales Ayma usted está pecando, pida perdón a Dios y vuelva a Cristo!...»

«Que yo sea campeón dentro las cuatro paredes de la iglesia, pero después, en la prensa, no decir nada por miedo a la persecución y otros; entonces dije es importante que seamos decididos. La gente y los pastores ven cómo lucho contra el pecado de la nación, que se lo declaró quitando la Biblia del Palacio de Gobierno, declarando la ideología de género como algo legal, insertando el pachamamismo en la Constitución Política del Estado, la idolatría, teniendo como resultado corrupción e incendio. La Biblia dice que Sodoma y Gomorra ardió por el pecado».
Chi Hyun Chung, candidato a la Presidencia de Bolivia (La Paz, 6 de octubre de 2019)

Chi también se caracterizó por ser crítico con las políticas de Gobierno del presidente Evo Morales. Aunque varios partidos políticos opositores, han acusado a Chi Hyun Chung de ser funcional al partido de Gobierno del Movimiento al Socialismo. Inclusive sacaron a la luz pública fotos donde se ve a Chi Hyun Chung en un acto público de entrega de un título honoris causa al primer mandatario de Bolivia.

#### Declaraciones sobre la ciudad de Oruro
El candidato Chi Hyun Chung emitió el 18 de septiembre de 2020 polémicas declaraciones sobre el Oruro, afirmando que a cierta hora emite un hedor desagradable, estas afirmaciones condujeron al diputado Efraín Chambi del partido Movimiento Al Socialismo (MAS) a exigir una disculpa pública a la ciudad por el agravio. El candidato declaró posteriormente en el programa La propuesta del canal de televisión Bolivisión que sus afirmaciones fueron tergiversadas.

### Procesos judiciales
Debido a sus duras declaraciones, los colectivos LGBT han iniciado procesos judiciales penales contra Chi Hyun Chung por racismo y discriminación además de pedir al Tribunal Supremo Electoral la inhabilitación de su candidatura. En su defensa varias iglesias cristianas salieron en su apoyo.

### Carrera presidencial
Participó en las elecciones presidenciales de Bolivia llevadas a cabo en 2019 y 2020.
|  | 8.78 % |

|  | 1.55 % |

## Posiciones políticas
Se define como «un capitalista cristiano». y ha demostrado su simpatía por el presidente estadounidense Donald Trump. Es descrito por algunos medios de comunicación como un político de derecha, conservador y provida.
Ha declarado que respeta y ama la Wiphala, bandera utilizada por gran parte de los indígenas del Altiplano (mayormente aymaras y quechuas) y que es símbolo nacional en Bolivia desde el año 2009.
En 2019, Chi acusó a Evo Morales de intentar crear un sistema comunista de gobierno similar al de Corea del Norte. A diferencia de otros políticos opositores a Evo Morales, Chi ha calificado la crisis política de 2019 como golpe de Estado.
Chi indicó que quiere que Bolivia establezca una alianza diplomática con Corea del Sur, y afirmó «Bajo la gracia y misericordia de Dios, seré el presidente de Bolivia, lo que será un gran honor y orgullo para el pueblo coreano». También ha prometido convertir a Bolivia en una «potencia militar» en América del Sur, y ha criticado a Chile por supuestas invasiones a la soberanía boliviana.